# Филмографија Натали Вуд
Натали Вуд (1938—1981) била је америчка глумица која је каријеру започела као дете, појављивањем у филмовима у режији Ирвинга Пишела. Наталина прва кредитована улога била је улога Маргарет Лудвиг, аустријске ратне избеглице, у Пишеловом филму Tomorrow Is Forever из 1946. године, где је глумила заједно са Клодет Колбер и Орсоном Велсом. Следеће године, играла је улогу детета који не верује у Деда Мраза, у божићној комичној драми Чудо у 34. улици (1947), заједно са Морин О’Харом, Џоном Пејном и Едмундом Гвеном.
Натали се појавила као редовни члан глумачке екипе у телевизијској серији The Pride of the Family (1953). Две године касније, глумила је непослушну тинејџерку у филму Бунтовник без разлога са Џејмсом Дином, за коју је била номинована за Оскара за најбољу споредну глумицу и добила Златни глобус за најперспективнију новопридошлицу – жену.' Следеће године, Натали се појавила у улози киднаповане девојчице у вестерну Трагачи (1956) у режији Џон Форда, глумећи са Џоном Вејном и Џефријем Хантером. Две године касније, играла је јеврејску студенткињу у филму Marjorie Morningstar (1958) са Џином Келијем и америчку девојку у филму Kings Go Forth, која је за време Другог светског рата у Француској упала у љубавни троугао. У овом остварењу играла је са Франком Синатром и Тонијем Кертисом.
Године 1961. Натали је глумила тинејџерку Вилму која се бори са сексуалном репресијом у периодичној драми Сјај у трави са Вореном Бејтијем у главној улози, и као Марија у веома успешном љубавном драмском мјузиклу Прича са западне стране. За улогу Вилме „Дини“ Лумис, добила је номинације за Оскара, Филмске награде Британске академије и Златни глобус за најбољу глумицу.
Године 1962. појавила се у филму Gypsy, у којем је играла насловну улогу забављачице бурлеске Луизи Ховик. Била је номинована за награду Златни глобус за најбољу глумицу — филмска комедија или мјузикл. Следеће године, Натали Вуд је глумила са Стивом Меквином у филму Love with the Proper Stranger (1963). За своју глуму добила је другу номинацију за Оскара за најбољу глумицу и Златни глобус за најбољу глумицу у филму — драма.
Године 1969. глумила је у комедији Bob & Carol & Ted & Alice, филму о два пара који су одлучили да наставе отворену везу. Четири године касније, Натали се појавила уз Роберта Вагнера у телевизијском филму The Affair. Добила је награду Златни глобус за најбољу глумицу — драма у телевизијској серији за улогу жене прељубнице у мини-серији From Here to Eternity (1979). Две године касније, радила је на снимању филма Brainstorm када је умрла је од утапања при паду са јахте. Овај филм постхумно је објављен 1983. године.

## Филмографија

### Филм
| Година | Назив                              | Улога                                     | Реф.          |
| ------ | ---------------------------------- | ----------------------------------------- | ------------- |
| 1943.  | The Moon Is Down                   | Кери                                      | [ 26 ]        |
| 1943.  | Happy Land                         | девојчица којој је испао корнет сладоледа | [ 27 ] [ 28 ] |
| 1946.  | Tomorrow Is Forever                | Маргарет Лудвиг                           | [ 29 ]        |
| 1946.  | The Bride Wore Boots               | Carol Warren                              | [ 30 ]        |
| 1947.  | Дух и госпођа Мјур                 | Ана Мјур (као дете)                       | [ 31 ]        |
| 1947.  | Чудо у 34. улици                   | Сузан Вокер                               | [ 32 ]        |
| 1947.  | Driftwood                          | Џени Холингсворт                          | [ 33 ]        |
| 1948.  | Scudda Hoo! Scudda Hay!            | Бин Макгил                                | [ 34 ]        |
| 1948.  | The Green Promise                  | Сузан Анастејжа Матјуз                    | [ 35 ]        |
| 1949.  | Chicken Every Sunday               | Рут Хеферан                               | [ 36 ]        |
| 1949.  | Father Was a Fullback              | Елен Купер                                | [ 37 ]        |
| 1950.  | No Sad Songs for Me                | Поли Скот                                 | [ 38 ]        |
| 1950.  | Our Very Own                       | Пени Маколи                               | [ 39 ]        |
| 1950.  | Never a Dull Moment                | Ненси Хејворд                             | [ 40 ]        |
| 1950.  | The Jackpot                        | Филис Лоренс                              | [ 41 ]        |
| 1951.  | Dear Brat                          | Полин                                     | [ 42 ]        |
| 1951.  | The Blue Veil                      | Стефани Ролинс                            | [ 43 ]        |
| 1952.  | The Rose Bowl Story                | Сали Берк                                 | [ 44 ]        |
| 1952.  | Just for You                       | Барбара Блејк                             | [ 45 ]        |
| 1952.  | The Star                           | Гречен                                    | [ 46 ] [ 47 ] |
| 1954.  | The Silver Chalice                 | Хелена (као дете)                         | [ 48 ]        |
| 1955.  | One Desire                         | Сили                                      | [ 49 ]        |
| 1955.  | Бунтовник без разлога              | Џуди                                      | [ 50 ]        |
| 1956.  | Трагачи                            | Деби Едвардс                              | [ 51 ]        |
| 1956.  | A Cry in the Night                 | Лиз Тагарт                                | [ 52 ]        |
| 1956.  | The Burning Hills                  | Марија Кристина Колтон                    | [ 53 ]        |
| 1956.  | The Girl He Left Behind            | Сузна Денијелс                            | [ 54 ]        |
| 1957.  | Bombers B-52                       | Лоис Бренан                               | [ 55 ]        |
| 1958.  | Marjorie Morningstar               | Марџори Моргенстерн                       | [ 56 ]        |
| 1958.  | Kings Go Forth                     | Моник Блер                                | [ 57 ]        |
| 1960.  | Cash McCall                        | Лори Остен                                | [ 58 ]        |
| 1960.  | All the Fine Young Cannibals       | Сара Дејвис                               | [ 59 ]        |
| 1961.  | Сјај у трави                       | Вилма Дин „Дини“ Лумис                    | [ 60 ]        |
| 1961.  | Прича са западне стране            | Марија                                    | [ 61 ]        |
| 1962.  | Gypsy                              | Луиз Ховик                                | [ 16 ]        |
| 1963.  | Love with the Proper Stranger      | Енџи Росини                               | [ 62 ]        |
| 1964.  | Sex and the Single Girl            | Хелен Герли Браун                         | [ 63 ]        |
| 1965.  | Inside Daisy Clover                | Дејзи Кловер                              | [ 64 ]        |
| 1965.  | The Great Race                     | Маги Дибуа                                | [ 65 ]        |
| 1966.  | This Property Is Condemned         | Алва Стар                                 | [ 66 ]        |
| 1966.  | Penelope                           | Пенелопи Елкот                            | [ 67 ]        |
| 1969.  | Bob & Carol & Ted & Alice          | Карол Сандерс                             | [ 68 ]        |
| 1972.  | The Candidate                      | себе                                      | [ 69 ]        |
| 1975.  | Peeper                             | Елен Прендергаст                          | [ 70 ]        |
| 1979.  | Meteor                             | Татјана Николајевна Донскаја              | [ 71 ]        |
| 1980.  | The Last Married Couple in America | Мари Томсон                               | [ 72 ]        |
| 1980.  | Willie & Phil                      | себе                                      | [ 73 ]        |
| 1983.  | Brainstorm                         | Карен Брајс                               | [ 74 ]        |

### Телевизија
| Година        | Назив                                           | Улога                     | Напомена                                | Реф.                 |
| ------------- | ----------------------------------------------- | ------------------------- | --------------------------------------- | -------------------- |
| 1952.         | Chevron Theatre                                 | Моника                    | епизода: Playmates                      | [ 75 ]               |
| 1953—1954.    | The Pride of the Family                         | Ен Морисон                |                                         | [ 76 ] [ 77 ]        |
| 1954.         | The Pepsi-Cola Playhouse                        | Моника                    | епизода: Playmates                      | [ 78 ]               |
| 1954.         | Studio 57                                       | Шила Мејсон               | епизода: The Plot Against Miss Pomeroy  | [ 79 ]               |
| 1954. и 1955. | General Electric Theater                        | Луси / Поли Гукин         | епизода: I'm a Fool епизода: Feathertop | [ 80 ] [ 81 ]        |
| 1955.         | Four Star Playhouse                             | Луис                      | епизода: The Wild Bunch                 | [ 82 ] [ 83 ]        |
| 1955.         | Ford Television Theatre                         | Поли Ремзи                | епизода: Too Old for Dolls              | [ 84 ]               |
| 1955.         | Max Liebman Spectaculars                        | Клара Сесеман             | епизода: Heidi                          | [ 85 ] [ 86 ]        |
| 1955.         | Studio One                                      | Џен Потер                 | епизода: Miracle at Potter's Farm       | [ 87 ]               |
| 1955. и 1956. | Kings Row                                       | Рене Gyllinson            | епизода: Wedding Gift епизода: Carnival | [ 88 ] [ 89 ]        |
| 1956.         | Warner Bros. Presents                           | Леди Маријан              | епизода: The Deadly Riddle              | [ 90 ]               |
| 1956.         | The Kaiser Aluminum Hour                        | Кети Џо                   | епизода: Carnival                       | [ 91 ]               |
| 1973.         | The Affair                                      | Кортни Патерсон           | телевизијски филм                       | [ 22 ]               |
| 1976.         | Мачка на усијаном лименом крову                 | Меги                      | телевизијски филм                       | [ 92 ]               |
| 1978.         | Switch                                          | Девојка у пенушавој купки | епизода: The Cage                       | [ 93 ]               |
| 1979.         | From Here to Eternity                           | Карен Холмс               | мини-серија                             | [ 94 ]               |
| 1979.         | Hart to Hart                                    | Филмска звезда            | епизода: Pilot                          | [ 95 ] [ 96 ] [ 97 ] |
| 1979.         | The Cracker Factory                             | Кејси Барет               | телевизијски филм                       | [ 98 ]               |
| 1980.         | The Memory of Eva Ryker                         | Ева / Клер Рајкер         | телевизијски филм                       | [ 99 ]               |
| 1981.         | Peter Ustinov and Natalie Wood at The Hermitage | себе                      | документарац                            | [ 100 ]              |